# فرودگاه شهرستان بدفرد
فرودگاه شهرستان بدفرد (به انگلیسی: Bedford County Airport) یک فرودگاه همگانی بهره‌برداری هوایی است که یک باند فرود آسفالت دارد و طول باند آن ۱۵۲۶ متر است. این فرودگاه در کشور ایالات متحده آمریکا قرار دارد و در ارتفاع ۳۵۴ متری از سطح دریا واقع شده‌است.